# Beloševac, Valjevo
Beloševac (izvirno srbsko Белошевац) je naselje v Srbiji, ki upravno spada pod Mesto Valjevo; slednja pa je del Kolubarskega upravnega okraja.
- Vas Beloševac - panorama
- Vas Beloševac - pogled na dolino Kolubari
- Vas Beloševac - pogled toplarne mesta v Valjevu
- Vas Belosevac - pogled na industrijski coni mesta Valjevo
- Belosevac - panorama
- Belosevac - panorama
- Belosevac - panorama
- Belosevac - panorama

## Demografija
V naselju živi 675 polnoletnih prebivalcev, pri čemer je njihova povprečna starost 39,2 let (39,0 pri moških in 39,4 pri ženskah). Naselje ima 268 gospodinjstev, pri čemer je povprečno število članov na gospodinjstvo 3,17.
To naselje je, glede na rezultate popisa iz leta 2002, večinoma srbsko, a v času zadnjih 3 popisov je opazen porast števila prebivalcev.
|  |

| Demografija | Demografija     | Demografija     |
| Leto        | Št. prebivalcev | Št. prebivalcev |
| ----------- | --------------- | --------------- |
|             |                 |                 |
|             |                 |                 |
|             |                 |                 |
|             |                 |                 |
| 1948        | 644             |                 |
| 1953        | 646             |                 |
| 1961        | 618             |                 |
| 1971        | 636             |                 |
| 1981        | 677             |                 |
| 1991        | 735             | 731             |
| 2002        | 861             | 849             |
|             |                 |                 |

| Etnična sestava po popisu iz leta 2002 | Etnična sestava po popisu iz leta 2002 | Etnična sestava po popisu iz leta 2002 | Etnična sestava po popisu iz leta 2002 | Etnična sestava po popisu iz leta 2002 |
| -------------------------------------- | -------------------------------------- | -------------------------------------- | -------------------------------------- | -------------------------------------- |
| Srbi                                   | Srbi                                   |                                        | 836                                    | 98,46%                                 |
| Črnogorci                              | Črnogorci                              |                                        | 3                                      | 0,35%                                  |
| Jugoslovani                            | Jugoslovani                            |                                        | 2                                      | 0,23%                                  |
| Hrvati                                 | Hrvati                                 |                                        | 1                                      | 0,11%                                  |
| Neznano                                | Neznano                                |                                        | 5                                      | 0,58%                                  |